# Edmund Krzymuski
Edmund Karol Krzymuski (wł. Radwan-Krzymuski; ur. 30 października 1852 w Kruszynie, zm. 6 sierpnia 1928 w Ostendzie) – polski prawnik, profesor Uniwersytetu Jagiellońskiego od 1888, członek Akademii Umiejętności od 1904. Od 22 sierpnia 1919 członek Komisji Kodyfikacyjnej, w której pełnił funkcję wiceprezesa wydziału karnego. Referent projektu kodeksu postępowania karnego, autor przepisów karnych prawa autorskiego. Rektor Uniwersytetu Jagiellońskiego w latach 1903-1904.
Specjalista z zakresu prawa karnego. Przedstawiciel szkoły klasycznej prawa karnego w Polsce. Autor Wykładu prawa karnego (1885) i Wykłady procesu prawa karnego (1891). Został pochowany na cmentarzu Rakowickim w Krakowie (pas 3, zach.).

## Galeria

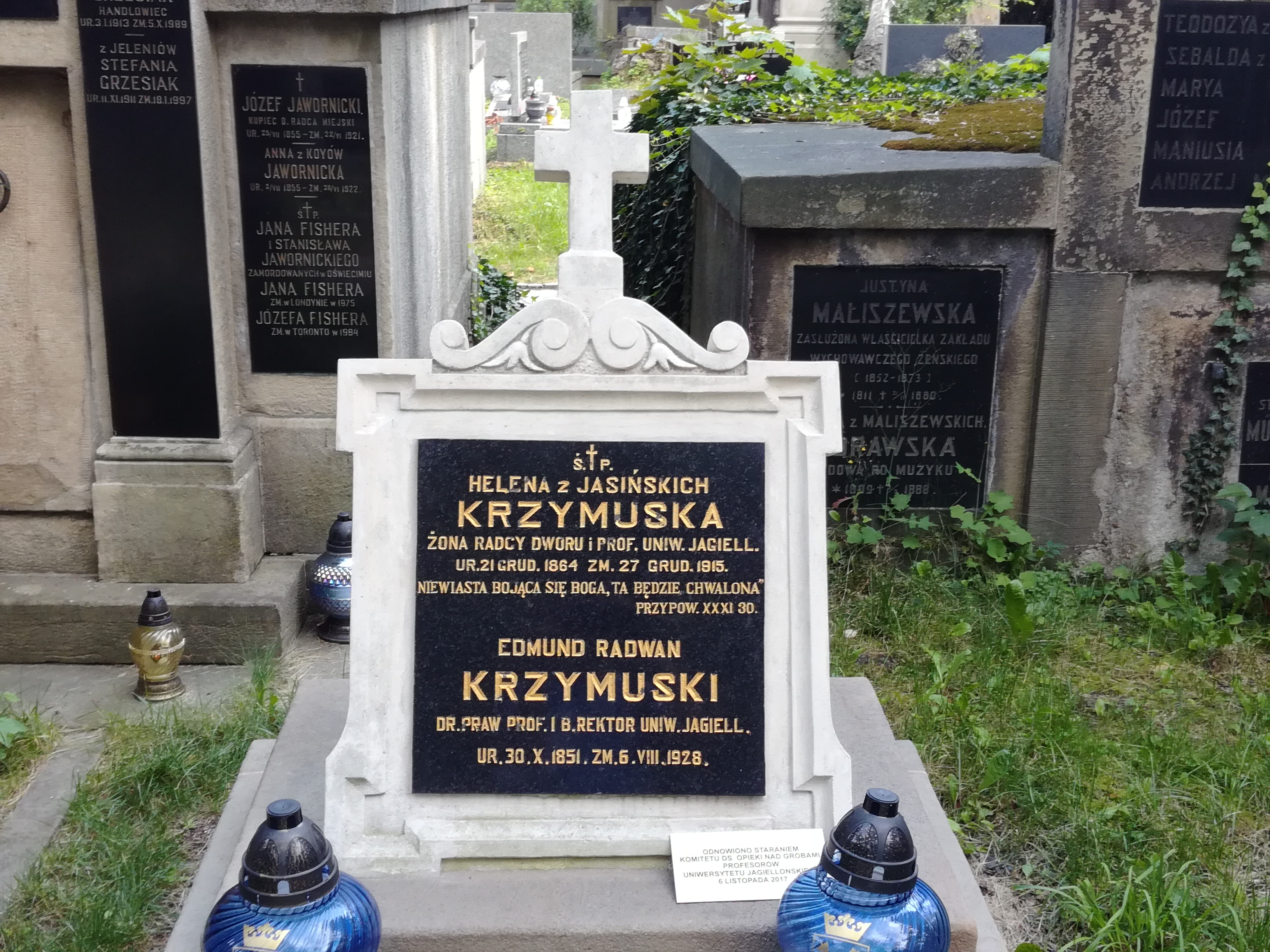
Grób prof. Edmunda Krzymuskiego na cmentarzu Rakowickim
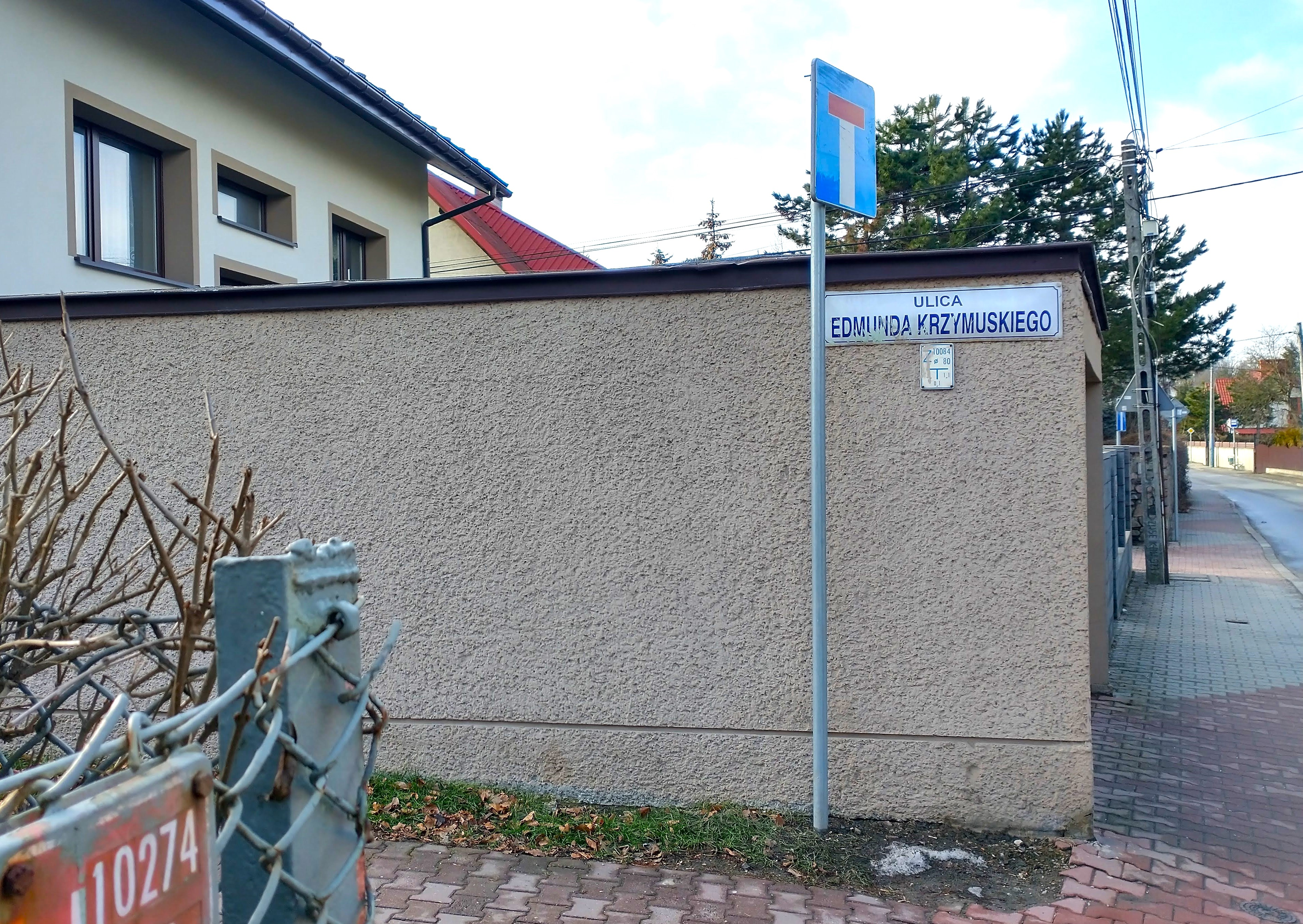
Ulica Krzymuskiego na krakowskim Bieżanowie